# 希隆斯克地區謝米亞諾維采
希隆斯克地區謝米亞諾維采（波蘭語：Siemianowice Śląskie，波蘭語發音：[ɕɛmjanɔˈvit͡sɛ ˈɕlɔ̃skʲɛ]）是波蘭南部西里西亞省的城市，人口約6.3萬。為上西里西亚都市圈的一部分，鄰近卡托維策、霍茹夫、佩卡雷等城市。

## 友好城市
- 法國 瓦特勒洛

## 外部連結
- Jewish Community in Siemianowice Śląskie （页面存档备份，存于） on Virtual Shtetl
- Sights （页面存档备份，存于）
- Old photos （页面存档备份，存于）